# Cryptojoppa polycesta
Cryptojoppa polycesta är en stekelart som först beskrevs av Brulle 1846.  Cryptojoppa polycesta ingår i släktet Cryptojoppa och familjen brokparasitsteklar. Inga underarter finns listade i Catalogue of Life.